# أسامة علي
أسامة علي (25 يونيو 1988 العراق - ) هو لاعب كرة قدم عراقي يلعب كلاعب وسط.

## روابط خارجية
- أسامة علي على موقع قاعدة بيانات كرة القدم.إي يو (الإنجليزية)
- أسامة علي على موقع ناشيونال فوتبول تيمز (الإنجليزية)